# Le Saphir

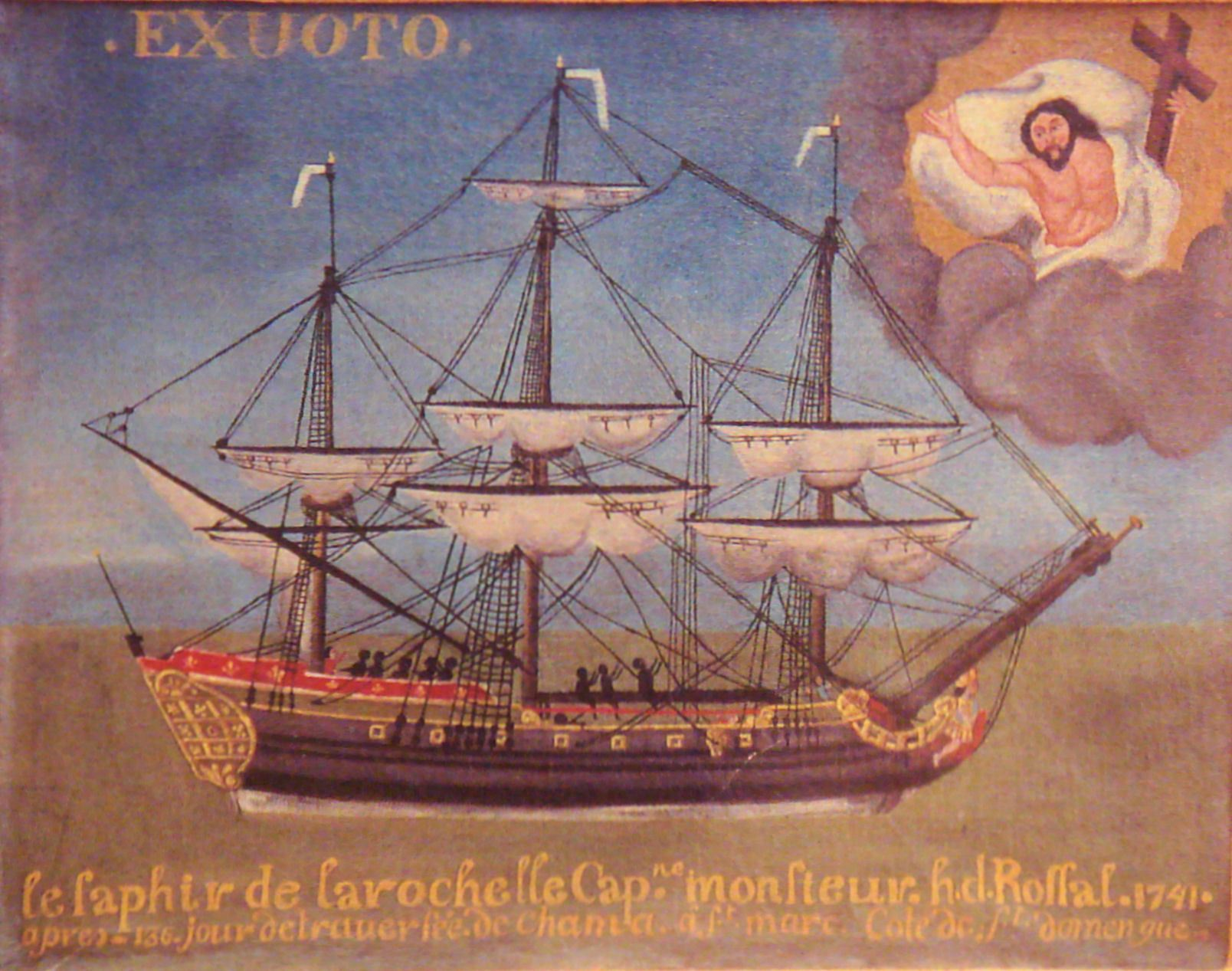
Peinture du Saphir de 1741 montrant l'absence de vent, et les esclaves et marins affamés supplier le Christ (cathédrale Saint-Louis de La Rochelle).

Le Saphir est un navire négrier français qui opérait au départ de La Rochelle, en France. Un ex-voto le représentant, situé dans la cathédrale Saint-Louis de La Rochelle et propriété de l'État, est classé monument historique au titre objet le 21 octobre 1947.

## Histoire
Le Saphir est construit en 1737 dans un chantier naval de Bordeaux pour le compte de l'armateur rochelais Élie Giraudeau. Il effectue ensuite deux expéditions de traite négrière. La première a lieu de 1737 à 1739, sous le commandement de Jean-Élie Giraudeau, fils de l'armateur. Après être parti du port de La Rochelle, il récupère 273 esclaves au fort de traite néerlandais d'Elmina, sur la Côte de l'Or, et en livre 236 dans les colonies américaines, soit une perte de 37 captifs.
La seconde expédition se déroule de 1739 à 41. Le navire, dirigé par le capitaine Henry Rossal, quitte La Rochelle en novembre 1739 pour se rendre sur la côte de Guinée où 271 captifs sont embarqués. Au cours du deuxième voyage, le manque de vent double la durée de la traversée de l'océan Atlantique, qui dure 136 jours, entrainant une crise alimentaire et une révolte d'esclaves à bord. Finalement,  54 captifs et 16 membres d'équipages trouvent la mort. Les 217 esclaves survivants sont vendus dans le port de Saint-Marc, dans la colonie française de Saint-Domingue (actuelle Haïti).

## Hommage et critiques
Une rue porte son nom à La Rochelle. En raison du lien avec la traite négrière, l'association Mémoires & Partages, fondée par l'essayiste Karfa Diallo, demande depuis 2009 d'ouvrir un débat sur cette odonymie. L'association suggère notamment, soit de rebaptiser les rues, soit a minima d'apposer des plaques explicatives,. Finalement, en 2021, vingt ans après la loi Taubira, la ville de La Rochelle accepte d'étoffer certaines plaques de rues, afin de mentionner le lien entre leurs noms et la traite négrière.